# Romano II
Romano II Porfirogenito (in greco Ρωμανός Β΄?, Rōmanós II; Costantinopoli, 938 circa – Costantinopoli, 15 marzo 963) è stato un imperatore bizantino.
Era figlio di Costantino VII e di Elena, figlia a sua volta di Romano I Lecapeno. Fu basileus dei Romei dal 9 novembre 959 fino alla sua morte.

## Gioventù
Il re d'Italia Ugo di Provenza aveva promesso di dare sua figlia Berta (nata nel 929) in sposa a Romano II (nato nel 938) ancora in tenera età. Il “matrimonio” era perciò di puro  interesse politico ed era stato celebrato nel 944 quando Berta aveva quindici anni e Romano solo sei. Berta morirà prematuramente nel 949.
Nel 956 Romano II sposa Teofano, figlia di un oste, che avrà poi una certa rilevanza negli intrighi politici dopo la morte di Romano.

## Il regno
Nel 946 viene associato al trono e il 9 novembre del 959, alla morte del padre, Costantino VII, Romano diviene imperatore all'età di 20 anni.
Lo cronache del tempo lo descrivono come inetto, corrotto e del tutto disinteressato alle questioni di governo.
Il merito di aver retto l'impero durante il suo regno va a Giuseppe Bringa, che prese in pratica in mano le redini dello Stato, al generale Niceforo II Foca, che sarà imperatore in seguito, che riconquistò Creta, Aleppo e la Cilicia agli Arabi e a Giovanni Zimisce che sconfisse gli Arabi in Mesopotamia.

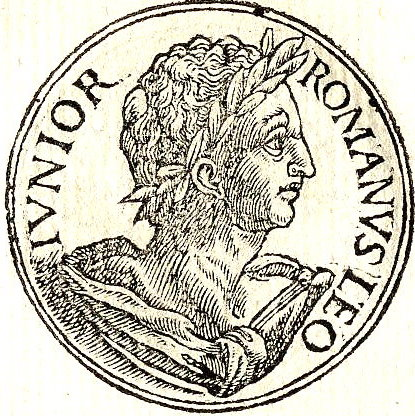
Rappresentazione del XVI secolo di Romano II.

Romano II morì il 15 marzo 963, all'età di 25 anni, due giorni dopo la nascita della figlia, Anna. Secondo un cronista del tempo, dietro la morte del basileus, ci sarebbe stata la mano della moglie, che poi sposerà Niceforo Foca, ma ciò pare essere un'accusa ingiusta, infatti questa dichiarazione è smentita da altri cronisti del tempo, che non vedono un motivo per cui Teofano dovesse uccidere suo marito, visto che era lei a detenere il potere. Lo stesso cronista che accusa la basilissa di aver avvelenato l'imperatore, poi si smentisce dicendo che lo stesso era morto dopo una lunga cavalcata, che gli aveva causato disturbi interni. Questa morte, fu probabilmente causata dagli eccessi compiuti da Romano II, che lo portavano a vivere una vita sregolata.
I figli di Romano, Basilio e Costantino, minorenni alla sua morte e sottoposti alla tutela della madre giungeranno al trono solamente dopo l'usurpazione di Niceforo II Foca e di Giovanni I Zimisce.

## Discendenza
Dalla seconda moglie Teofano Romano ebbe tre figli:
- Basilio, che divenne imperatore con il nome di Basilio II nel 976;
- Costantino, che divenne imperatore nel 1025 con il nome di Costantino VIII;
- Anna, che sposò Vladimir I di Kiev.

## Ascendenza
|                              |   |                  | Genitori |  |  | Nonni |  |  | Bisnonni              |  |  | Trisnonni |  |
|                              |   |                  |          |  |  |       |  |  | Basilio I il Macedone |  |  | …         |  |
|                              |   |                  |          |  |  |       |  |  | Basilio I il Macedone |  |  | …         |  |
|                              |   | …                |          |  |  |       |  |  | Basilio I il Macedone |  |  |           |  |
| Leone VI il Saggio           |   |                  |          |  |  |       |  |  | Basilio I il Macedone |  |  |           |  |
|                              |   | Eudocia Ingerina | Inger    |  |  |       |  |  |                       |  |  |           |  |
|                              |   | Eudocia Ingerina | Inger    |  |  |       |  |  |                       |  |  |           |  |
|                              |   | Eudocia Ingerina | …        |  |  |       |  |  |                       |  |  |           |  |
| Costantino VII Porfirogenito |   | Eudocia Ingerina |          |  |  |       |  |  |                       |  |  |           |  |
|                              |   | …                | …        |  |  |       |  |  |                       |  |  |           |  |
|                              |   | …                | …        |  |  |       |  |  |                       |  |  |           |  |
|                              |   | …                | …        |  |  |       |  |  |                       |  |  |           |  |
| Zoe Carbonopsina             |   | …                |          |  |  |       |  |  |                       |  |  |           |  |
|                              |   | …                | …        |  |  |       |  |  |                       |  |  |           |  |
|                              |   | …                | …        |  |  |       |  |  |                       |  |  |           |  |
|                              |   | …                | …        |  |  |       |  |  |                       |  |  |           |  |
| Romano II Porfirogenito      |   | …                |          |  |  |       |  |  |                       |  |  |           |  |
|                              | … | …                |          |  |  |       |  |  |                       |  |  |           |  |
|                              | … | …                |          |  |  |       |  |  |                       |  |  |           |  |
|                              | … | …                |          |  |  |       |  |  |                       |  |  |           |  |
| Romano I Lecapeno            | … |                  |          |  |  |       |  |  |                       |  |  |           |  |
|                              |   | …                | …        |  |  |       |  |  |                       |  |  |           |  |
|                              |   | …                | …        |  |  |       |  |  |                       |  |  |           |  |
|                              |   | …                | …        |  |  |       |  |  |                       |  |  |           |  |
| Elena Lecapena               |   | …                |          |  |  |       |  |  |                       |  |  |           |  |
|                              |   | …                | …        |  |  |       |  |  |                       |  |  |           |  |
|                              |   | …                | …        |  |  |       |  |  |                       |  |  |           |  |
|                              |   | …                | …        |  |  |       |  |  |                       |  |  |           |  |
| Teodora                      |   | …                |          |  |  |       |  |  |                       |  |  |           |  |
|                              |   | …                | …        |  |  |       |  |  |                       |  |  |           |  |
|                              |   | …                | …        |  |  |       |  |  |                       |  |  |           |  |
|                              |   | …                | …        |  |  |       |  |  |                       |  |  |           |  |
|                              |   | …                |          |  |  |       |  |  |                       |  |  |           |  |